# Пальчиківська сільська рада (Полтавський район)
Пальчиківська сільська рада — колишній орган місцевого самоврядування у Полтавському районі Полтавської області з центром у селі Пальчиківка.

## Населені пункти
Сільраді були підпорядковані населені пункти:
- c. Пальчиківка
- с. Бугаївка
- с. Витівка
- с. Гутирівка
- с. Карпусі
- с. Келебердівка
- с. Косточки
- с. Уманцівка
- с. Циганське